# 佐賀空襲
佐賀空襲（さがくうしゅう）は、第二次世界大戦中の1945年8月5日23時半ごろから翌日午前1時ごろにかけ、佐賀県佐賀市の南部や旧川副町、旧諸富町などを襲った空襲。日本本土空襲の1つ。65機のB29により攻撃され、死者61人、焼失家屋443戸という被害が出た。前日には、ビラまきにより爆撃の予告も行われていた。

## 概要と経緯
奥住喜重の『中小都市空襲』によると、米軍による日本戦略爆撃第2期から第3期にかけて、マリアナ、テニアンを基地とするB29爆撃隊は、日本の中小57都市を爆撃する戦略爆撃作戦を敢行した。この作戦の特徴は、事前に目標となる都市名を記して、日本国民の戦意を喪失させるビラを爆撃の前に散布する「リーフレット心理作戦」である。このビラは大量に撒かれたが、警察や消防団の必死の回収作業で一般国民に知られることは少なく、たとえこのビラを拾ってもすぐに交番に届けないとスパイ呼ばわりされる非常時だった。爆撃はこの予告通り、正確に目標都市を狙い、8月1日，2日の第13回には679機のB29が5,127トンの爆弾、焼夷弾を投下し、八王子、富山、長岡、水戸を壊滅させた。その間米軍の被害は、弾倉から出火後行方不明になった1機のみである。
ついで8月5日・6日の第14回爆撃は474機のB29が前橋、西宮、今治、佐賀を襲い、3,696トンの爆弾、焼夷弾を投下。米軍作戦報告書によると、前橋、西宮御影市街地、今治市街地と宇部石炭液化工場を炎上させたが、佐賀に関しては何の記載もない。佐賀空襲を命じられた第58航空団麾下の2軍団65機は、8月5日午後4時にテニアン西飛行場を発進、硫黄島上空を経て午後11時41分から6日午前0時43分までの1時間に、459トンの高性能爆弾、焼夷弾を投下したが、闇に隠れた佐賀市街は燃えず消失面積0との記録がある。先導機は島原半島の南串山町国東で北北東に転進したが、レーダー・スコープ上の佐賀市の映像は弱く、灯火管制も万全であったので、結局南佐賀の田園地帯に全弾を投下、農家や鎮守の杜を焼いた。

## 各地の被害

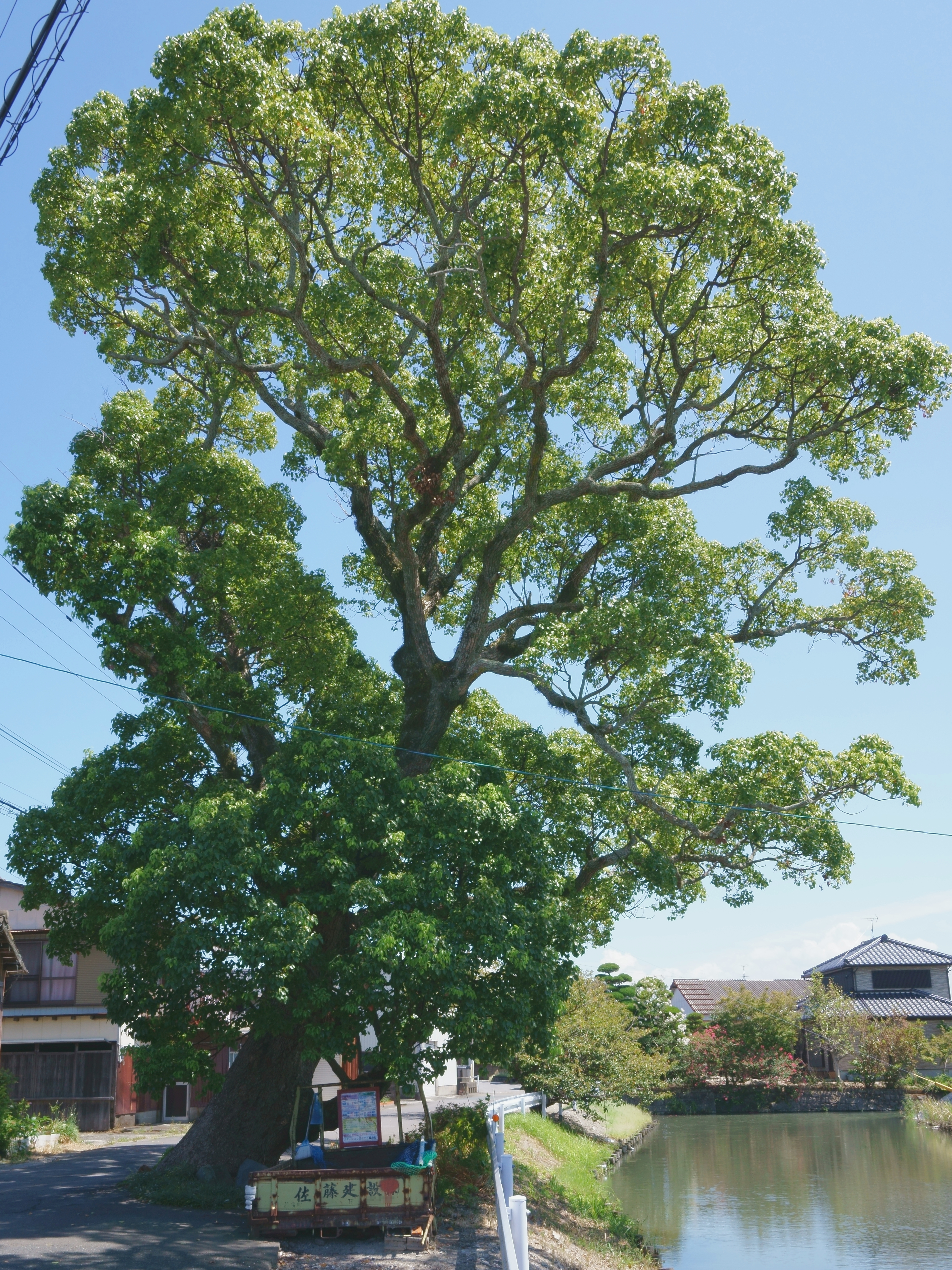
道路が迂回するように通る北川副町新村地区の楠の木。空襲で周囲の家屋が焼失する中焼け残ったと伝えられる。

被害の大きかった北川副村（現・佐賀市北川副町）では、家屋のほか、岩松軒寺や光源寺といった寺院、合わせて91戸が焼失し、死者21名を出した。同村の北川副国民学校（現佐賀市立北川副小学校）は講堂をはじめとして校舎が全焼する被害となった。
東川副村及び新北村（現・佐賀市諸富町）では合わせて焼失147戸、死者18名を数える被害となり、駐在所や（旧）佐賀中央銀行諸富支店などが全焼した。西川副村（現・佐賀市川副町）では小々森地区・波佐古地区を中心に20戸が焼失、死者7名となった。
久保田村（現・佐賀市久保田町）では久富地区を中心に72戸が全焼、死者4人となった。東与賀村（現・佐賀市東与賀町）でも7戸が被災し、3日後には集められていた不発弾に触れた少年3名が死傷する事故も発生した。
佐賀市内でも南部の水ヶ江町付近で約150戸が焼失する被害があり、同町にあった病院1棟が全焼、県立盲唖学校（佐賀県立盲学校・ろう学校）も校舎が全焼した。
兵庫村や高木瀬村でも死者を出す被害があった。現在の日の出にあった陸軍の高木瀬練兵場付近では兵士が死傷し建物が燃えている。
なお、空襲から7日後の8月12日にも佐賀市中心部で爆撃の被害があった。佐賀市では8月2日から中心部で建築規制区域の指定による建物疎開が始まったが、空襲によってその実施が急がれることとなった。8月12日の爆撃では、県庁通りに建つ靴屋の建物疎開作業に従事していた龍谷中学校の2年生3名と運搬を行う馬車屋が犠牲となった。